# نقطه تکین برداشتنی
در آنالیز مختلط، یک نقطهٔ تکین برداشتنی از یک تابع، نقطه‌ایست که در آن تابع تعریف نشده است (یک نقطه تکین) اما می‌تواند چنان تعریف شود که در آن نقطهٔ تکین پیوسته باشد.
برای نمونه، تابع
{\displaystyle f(z)={\frac {\sin(z)}{z}}}
برای z ≠ 0 یک نقطهٔ تکین برداشتنی در z = 0 : می‌نوانیم تعریف کنیم f(0) = 1 و تابع بدست آمده پیوسته خواهد بود و حتی به طور متناهی مشتق‌پذیر (یک نتیجه از قاعده هوپیتال).
به طور رسمی، اگر U یک زیر مجموعه باز از صفحه مختلط C باشد، a یک عضو از U و f : U - {a} → C یک تابع هولومورفیک باشد، آنگاه a یک نقطهٔ تکین برداشتنی از f است اگر تابع هولومورفیک g : U → C موجود باشد که در U - {a} بر f منطبق باشد. چنین تابع هولومورفیکی وجود دارد اگر و تنها اگر حد limz→a f(z) وجود داشته باشد. آنگاه این حد برابر است با g(a).
قضیهٔ ریمان در مورد نقاط تکین برداشتنی می‌گوید که نقطهٔ تکین a از تابع هولومورفیک f برداشتنی است اگر و تنها اگر یک همسایگی از a موجود باشد که در آن f کراندار باشد.
نقاط تکین برداشتنی دقیقاً قطبهایی از مرتبهٔ 0 هستند.